# Austroglanis barnardi
Austroglanis barnardi е вид лъчеперка от семейство Austroglanididae. Видът е застрашен от изчезване.

## Разпространение
Разпространен е в Южна Африка (Западен Кейп).